# Anna Tsuchiya
Anna Tsuchiya (土屋 アンナ), född den 11 mars 1984 i Tokyo, är en japansk sångerska, textförfattare, skådespelare, filmregissör och fotomodell. Hon debuterade 1998 som modell och började två år senare arbeta med musik. Hennes första skådespelarroller kom 2004, i de prisbelönta filmerna Kamikaze Girls och Taste of Tea.

## Biografi

### Modellkarriär
Tsuchiyas modellkarriär påbörjades vid 14 års ålder. Det var hennes äldre syster Angela, som redan arbetade i modellbranschen, som föreslog det för henne.

### Musikkarriär
Musik började hon började ägna sig åt musik vid 16 års ålder. Som 18-åring avslutade Tsuchiya sitt kontrakt med magasinet Seventeen, och avsåg att helt lämna showbiz. Efter ett erbjudande från den före detta Oblivion Dust-medlemmen K.A.Z återupptog hon dock sin musikkarriär. I mitten av 2002 bildade hon bandet Spin Aqua tillsammans med K.A.Z.
2005 gav hon ut sitt första egna minialbum, Taste My Beat. Den första singeln var Change Your Life, vilken följdes av singeln Slap that Naughty Body / My Fate. Därefter släpptes det första remixalbumet, Taste My Xxxremixxxxxxx!!!!!!!! Beat Life!. 
I juli 2006 gjorde hon sitt första framträdande utanför Japan, vid Japan Expo i Paris.

### Skådespelarkarriär
Debuten som skådespelare kom 2004 i Novala Takemotos Kamikaze Girls. Där spelade hon "Ichigo Shirayuri", en biker och punkare. Samma år spelade hon nyinflyttad gymnasieflicka i det likaledes uppmärksammade familjedramat Cha no aja (The Taste of Tea).

## Verklista

### Diskografi
För Spin Aquas diskografi se Spin Aqua.
Studioalbum
| 2006          | strip me? - Utgiven: 2 augusti 2006 - Etikett: Mad Prey Records, (Avex Trax) - Format: CD, digital nedladdning - Antal sålda ex: 50 000                               | 11  |
| 2008          | NUDY SHOW! - Utgiven: 29 oktober 2008 - Etikett: Mad Prey Records, (Avex Trax) - Format: CD, digital nedladdning - Antal sålda ex: 47 000                             | 10  |
| 2010          | RULE - Utgiven: 22 september 2010 - Etikett: Mad Prey Records, (Avex Trax) - Format: CD, digital nedladdning - Antal sålda ex: 11 000                                 | 18  |
| EP-skivor     | |     |
| 2005          | Taste My Beat - Utgiven: 24 augusti 2005 - Etikett: Mad Prey Records, (Avex Trax) - Format: CD, digital nedladdning - Antal sålda ex: 21 000                          | 27  |
| Samlingsalbum | |     |
| 2007          | Nana Best - Utgiven: 21 mars 2007 - Etikett: Mad Prey Records, (Avex Trax) - Format: CD, digital nedladdning - Antal sålda ex: 17 000                                 | 20  |
| Remixalbum    | |     |
| 2006          | Taste My Xxxremixxxxxxx!!!!!!!! Beat Life! - Utgiven: 23 mars 2006 - Etikett: Mad Prey Records, (Avex Trax) - Format: CD, digital nedladdning - Antal sålda ex: 5 000 | 117 |
| 2009          | NUDY xxxremixxxxxxx!!!!!!!! SHOW! - Utgiven: 11 mars 2009 - Etikett: Mad Prey Records, (Avex Trax) - Format: CD, digital nedladdning - Antal sålda ex: 1 000          | 114 |

Singlar
| Nr | Titel                               | Utgivning  | Toppnotering | Sålda kopior |
| -- | ----------------------------------- | ---------- | ------------ | ------------ |
| 1  | "Change your life"                  | 2006-01-25 | #35          | 9 000        |
| 2  | "SLAP THAT NAUGHTY BODY / MY FATE"  | 2006-03-23 | #68          | 4 000        |
| 3  | "rose"                              | 2006-06-28 | #6           | 54 000       |
| 4  | "Kuroi Namida" (黒い涙 Black Tear?) | 2007-01-10 | #7           | 20 000       |
| 5  | "LUCY"                              | 2007-02-14 | #18          | 13 000       |
| 6  | "Bubble Trip/Sweet Sweet Song"      | 2007-08-01 | #21          | 14 000       |
| 7  | "Cocoon"                            | 2008-01-30 | #19          | 7 000        |
| 8  | "Crazy World"                       | 2008-06-11 | #19          | 13 000       |
| 9  | "Virgin Cat"                        | 2008-09-10 | #39          | 3 000        |
| 10 | "Brave Vibration"                   | 2009-07-01 | #13          | 10 000       |
| 11 | "Atashi"                            | 2010-07-21 | #68          | 2 000        |
| 12 | "Shout in the rain"                 | 2010-08-18 | #68          | 1 000        |

DVD-er
| Nr | Titel                                      | Datum      | DVD-typ    |
| -- | ------------------------------------------ | ---------- | ---------- |
| 1  | Anna³                                      | 2004-06-16 | dokumentär |
| 2  | Anna Tsuchiya 1st Live Tour Blood of Roses | 2007-01-10 | konsert    |

Vinylskivor
| Nr | Titel                                         | Utgivning  |
| -- | --------------------------------------------- | ---------- |
| 1  | Taste My Xxxremixxxxxxx!!!!!!!! Beat Life!    | 2006-03-23 |
| 2  | Ah Ah (Shinichi Osawa Remix 12' Inch Version) | 2006-09-02 |

Samarbeten
| Artist          | Album                                                        | Sång | Toppnotering | Utgivning  |
| --------------- | ------------------------------------------------------------ | --- | ------------ | ---------- |
| Brian Jones†    | Tribute to Brian Jones                                       | "My dear" | #4           | 2006-08-09 |
| Fake?           | Marilyn is a Bubble                                          | "Butterfly (Don't Let My Sun Go Down)"                                                                                      | #4           | 2006-11-22 |
| Hotei Tomoyasu  | Soul Sessions                                                | "Hotei vs. Tsuchiya Anna - Queen of the Rock"                                                                               | #1           | 2006-12-06 |
| AI              | DON’T STOP A.I.                                              | "BUTTERFLY （feat. ANNA TSUCHIYA, ANTY the 紅之壱, PUSHIM）"                                                                | #5           | 2007-12-05 |
| Various Artists | Resident Evil: Degeneration OST                              | "Guilty" |              | 2008-12-17 |
| Ravex           | Believe in LOVE feat BoA                                     | "MEGA ravex feat. ANNA TSUCHIYA, BoA, DJ OZMA, LISA, MAKI GOTO, MONKEY MAJIK, TOHOSHINKI, TRF & YUKO ANDO" & "Bangalicious" |              | 2009-02-18 |
| Hoobastank      | The Greatest Hits: Don't Touch My Moustache (Deluxe edition) | The Letter |              | 2009-08-05 |
| Namie Amuro     | Checkmate!                                                   | Wonder Woman (cover of song by Namie Amuro)                                                                                 |              |            |

### Filmografi
| År   | Titel | Roll                              | Noter |
| ---- | --- | --------------------------------- | --- |
| 2003 | Kantoku kennen (監督感染 Director Infection?)                                                                                     |                                   | Kennen-segmentet |
| 2004 | Shimotsuma monogatari (下妻物語 Kamikaze Girls?)                                                                                  | Ichigo Shirayuri (白百合イチゴ?)  | Leading role Vann - Japan Academy Prize for Rookie of the Year Vann - Blue Ribbon Awards Best New Actress Vann - Hochi Film Award Best New Artist Vann - Kinema Junpo Awards Best New Actress Vann - Mainichi Film Award Sponichi Grand Prize New Talent Award Vann - Yokohama Film Festival Best New Talent |
| 2004 | Cha no aji (茶の味 The Taste of Tea?)                                                                                             | Aoi Suzuishi (鈴石アオイ?)        | Vann - Blue Ribbon Awards Best New Actress Won - Hochi Film Award Best New Artist Vann - Kinema Junpo Awards Best New Actress Vann - Mainichi Film Award Sponichi Grand Prize New Talent Award Vann - Yokohama Film Festival Best New Talent                                                                 |
| 2005 | Herbie: Fully Loaded | Maggie Peyton (voice)             | Japanskdubbad utgåva |
| 2005 | Juri ōmori | Juri Ōmori (大森樹里 Bashment?)   | |
| 2005 | Arbeit Eye: Hyaku man-nin no hyōteki (アルバイト探偵(アイ) ～100万人の標的～ Part-time Eye: 1,000,000 People Target?)             | Monique                           | |
| 2006 | Kiraware Matsuko no isshō (嫌われ松子の一生 Memories of Matsuko?)                                                                 | kvinnlig fånge                    | cameo |
| 2007 | Dororo (どろろ?) | Sabames fru                       | |
| 2007 | Sakuran (さくらん Confusion?) | Kiyoha (きよ葉?) / Higure (日暮?) | Huvudroll |
| 2008 | Pako to mahō no ehon (パコと魔法の絵本 Paco and the Magical Book?)                                                                | Tamako (タマ子?)                  | |
| 2008 | Soreike! Anpanman: Fairy Rinrin's Secret (それいけ! アンパンマン 妖精リンリンのひみつ Soreike Anpanman! Yōsei Rinrin no himitsu?) | Rinrin (リンリン?) (röst)         | |
| 2009 | Heaven's Door | Kund på en "host club"            | |
| 2009 | Kamui Gaiden (カムイ外伝?) | Ayu (アユ?)                       | |

### Fotoböcker (som modell)
| Nr | Titel                                                                         | Utgivning  |
| -- | ----------------------------------------------------------------------------- | ---------- |
| 1  | White Ice Sherbet                                                             | 2003-01-20 |
| 2  | Anna Banana                                                                   | 2004-07-12 |
| 3  | Fleur                                                                         | 2005-01-19 |
| 4  | Happy Days - Anna, Mama ni Naru! (アンナ、ママになる! Anna Became a Mother!?) | 2005-12-20 |
| 5  | Tsuchiya Anna Photo Album                                                     | 2007-03-02 |
| 6  | An-san Hostess Shūgyōchū (あんさんホスティス修業中)†                          | 2007-08-03 |
| 7  | Anna Tsuchiya 5years                                                          | 2009-10-30 |

† Det här är en samling av hennes kolumner på Flyman Postman Press.

## Utmärkelser
- 2004 – Kinema Junpo-priset (Bästa kvinnliga nykomling)
- 2004 – Mainichis Filmpris (Bästa kvinnliga nykomling)
- 2004 – Houchis Filmpris (Bästa kvinnliga nykomling)
- 2005 – 28:e Japanska filmakademins pris (Bästa kvinnliga nykomling, Bästa kvinnliga biroll (nominerad))
- 2005 – 26:e Yokohamas filmfestival (Bästa kvinnliga nykomling)